# 亚伯·阿兹科纳
亚伯·阿兹科纳（西班牙語：Abel Azcona，1988年04月01日—）是西班牙的一名艺术家。他的作品涵蓋裝置藝術、雕塑以及影像艺术。
他的作品曾在威尼斯军械库、马拉加的當代藝術中心（the Contemporary Art Center）、波哥大現代藝術博物館、休斯敦的藝術聯盟（Art League）、纽约的莱斯利·洛曼艺术博物馆、馬德里的美術中心、臺北市和达卡的藝術雙年展、里昂雙年展以及邁阿密國際表演節（the Miami International Performance Festival）上展出。

## 外部連結

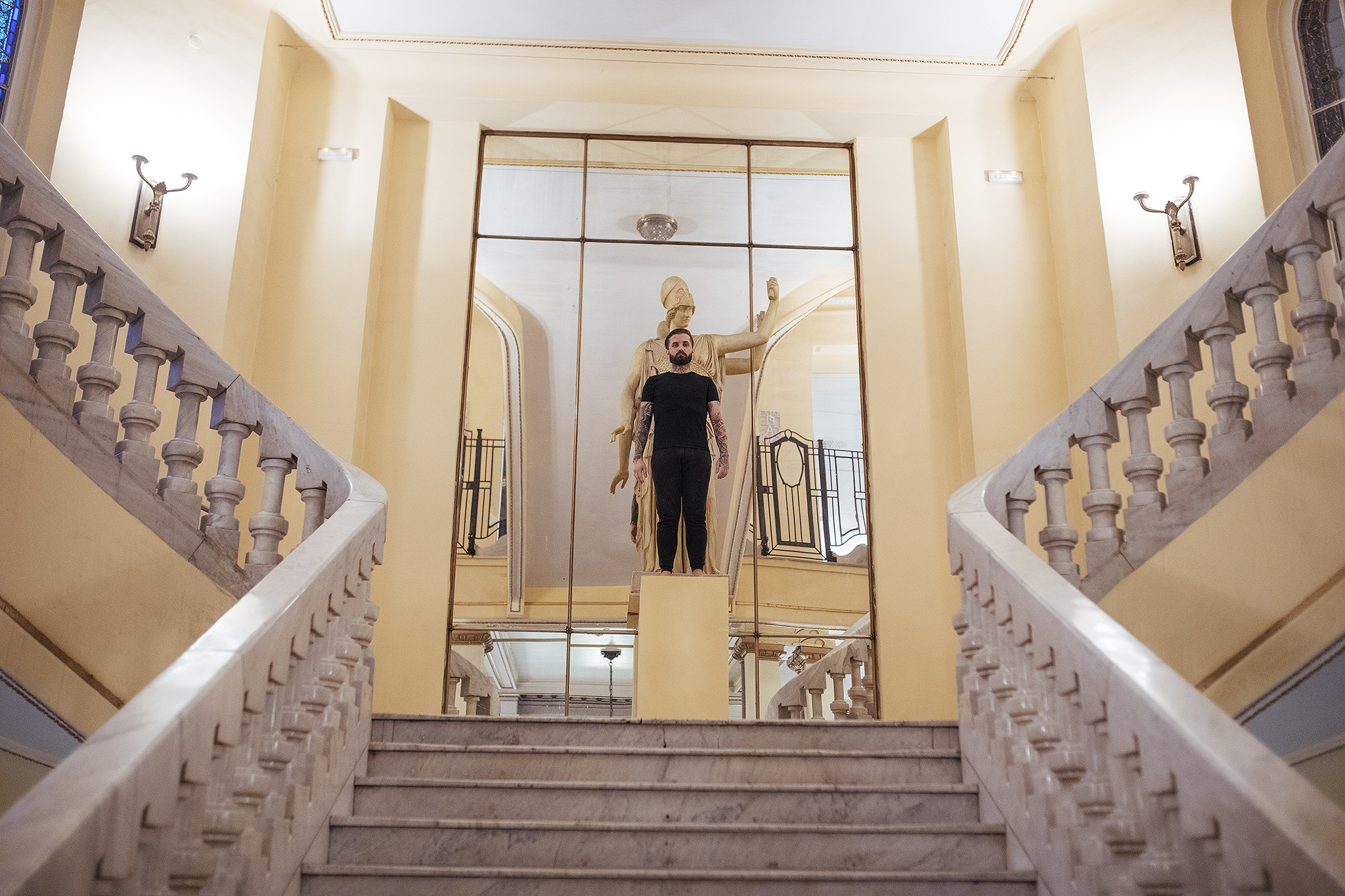
艺术家Abel奥兹科纳期间 死亡的艺术家 在 圆圈艺术的马德里的.

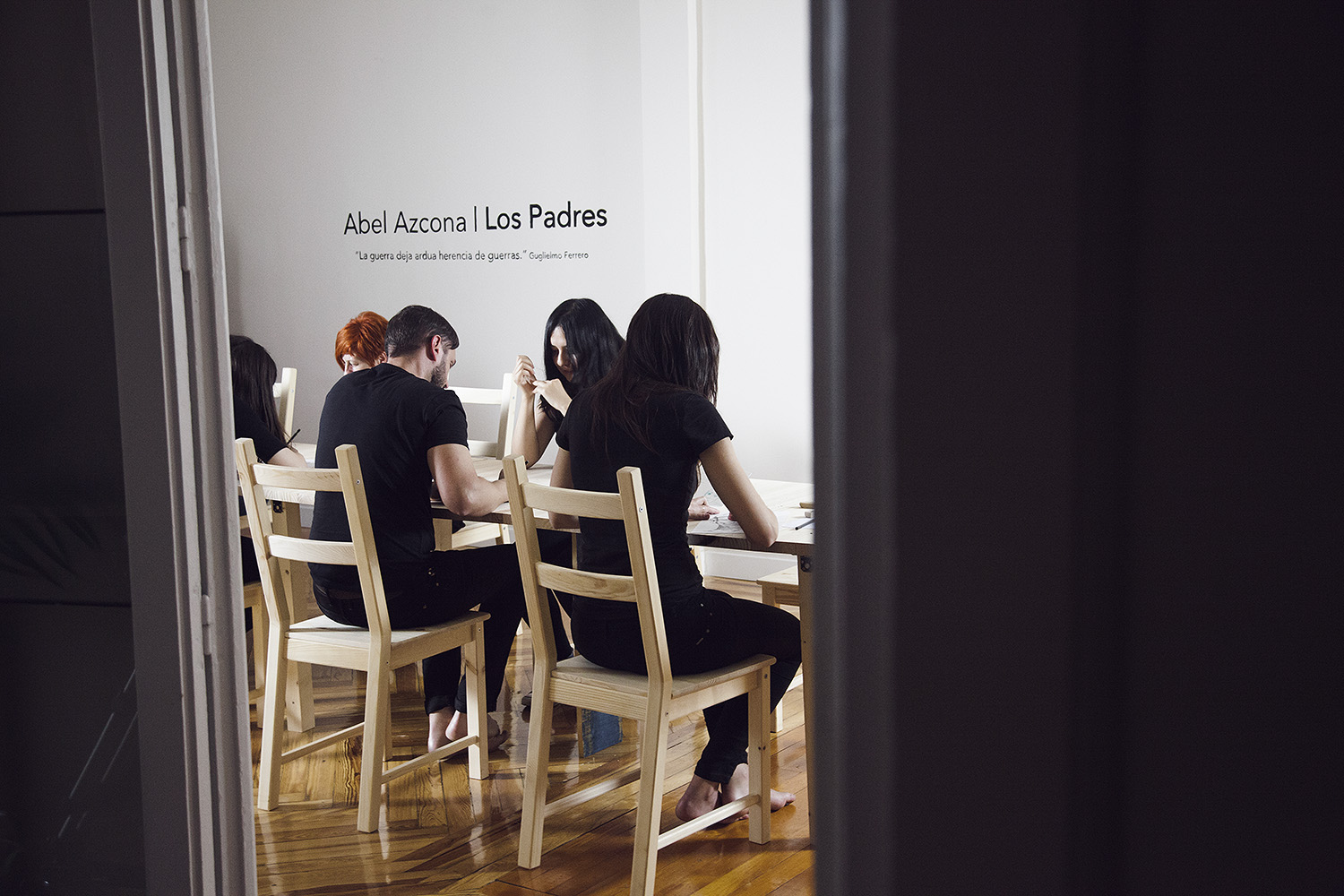
父母 的奥兹科纳举行的 马德里的.

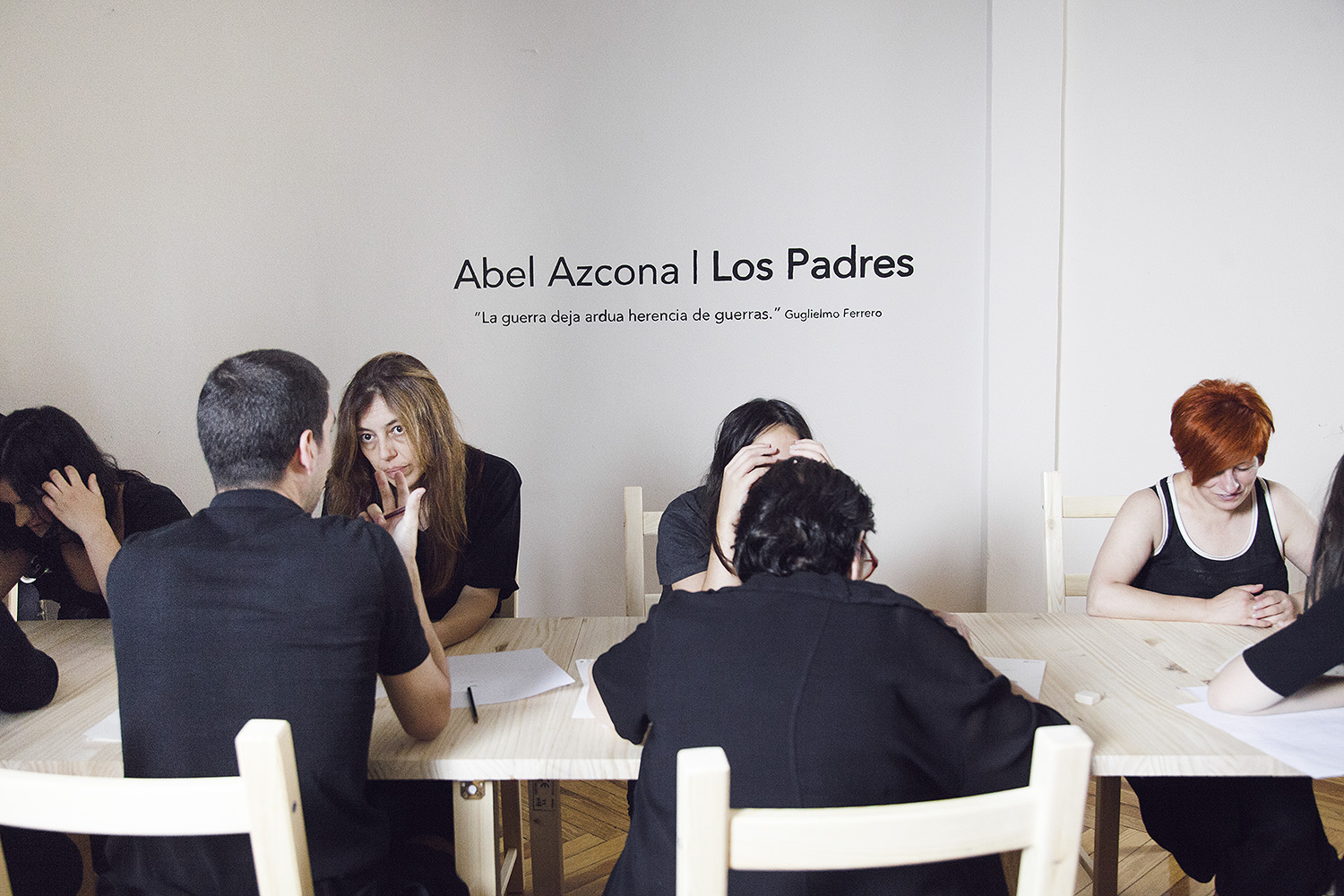
父母 的奥兹科纳举行的 马德里的.